# Авілов Михайло Іванович
Миха́йло Іва́нович Аві́лов (рос. Михаил Иванович Авилов; 18 вересня 1882, Санкт-Петербург — 14 квітня 1954, Ленінград) — російський радянський живописець і педагог, професор з 1948 року. Член Асоціації художників революційної Росії у 1923—1928 роках та Спілки радянських художників; дійсний член Академії мистецтв СРСР з 1947 року.

## Біографія
Народився 6 [18] вересня 1882 року в місті Санкт-Петербурзі (нині Росія). З 1893 року навчався у Рисувальній школі Товариства заохочення мистецтв у Санкт-Петербурзі; у 1903—1904 роках — в студії гравера-офортиста Льва Дмитрієва-Кавказького, але граверна справа його не зацікавила. З 1904 року став вільним слухачем Вищого художнього училища при Петербурзькій академії мистецтв, був учнем художника-баталіста Франца Рубо. З 1910 року продовжив навчання у класі майстра батального та анімалістичного жанрів Миколи Самокиша. Під час навчання брав участь у виставках Академії мистецтв і Товариства імені Архипа Куїнджі. 1913 року закінчив Академію мистецтв, отримавши звання художника за історичне полотно «Царевич на прогулянці» (інші назви — «Молодий царевич і бояри-вихователі», «Царевич Іван Грозний і бояри-вихователі»).
З початком Першої світової війни пішов добровольцем до армії. Після Жовтневої революції виїхав до Сибіру, де виготовляв плакати, ілюстрації для місцевих видавництв, оформлював театральні постановки, викладав у художніх школах Тюмені, Іркутська, Барнаула. У 1921 році повернувся до Петрограда, викладав спочатку в школі Товариства заохочення мистецтв, а згодом в Академії мистецтв. У 1922—1930 роках викладав у Ленінградському художньо-промисловому технікумі. Під час німецько-радянської війни до грудня 1941 року перебував у блокадному Ленінграді, згодом в евакуації у Середній Азії і Москві.
Протягом 1947—1954 років викладав у Ленінградському інституті живопису, скульптури та архітектури імені Іллі Рєпіна. Помер у Ленінграді 14 квітня 1954 року. Похований на Некрополі майстрів мистецтв Тихвінського цвинтаря Санкт-Петербурга. 

## Творчість
Працював у галузі станкового живопису переважно в батальному та історичному жанрах. Серед робіт:
- «Царевич на прогулянці» (1913, Миколаївський художній музей)[5];
- «Опричники» (1916);
- «Тарас Бульба з синами» (1922);
- «Робітники привозять Пугачову гармати» (1924, Державний центральний музей сучасної історії Росії);
- «Роззброєння частин колчаківської армії» (1926);
- «Сибірські партизани» (1926, Державний центральний музей сучасної історії Росії);
- «Перехід через Сиваш» (1927, ескіз у Дніпровському художньому музеї);
- «Прорив польського фронту кіннотою Будьонного у 1920 році» (1927, варіант — 1928 у Центральному музеї Збройних сил Російської Федерації);
- «Здача колчаківських військ під Красноярськом» (1929, Центральний музей Збройних сил Російської Федерації);
- «Взяття станції Касторної» (1930);
- «Приїзд Йосипа Сталіна в Першу кінну армію в Новий Оскол 1919 року» (1933);
- «На маневрах. Танки переходять річку спільно з кавалерією» (1934);
- «Агітатори-більшовики в „дикій дивізії“» (1935);
- «Затримання диверсанта» (1937, Державний Російський музей);
- «Виїзд кулеметних тачанок на позицію» (1938);
- «Смерть Олеко Дундича» (1940);
- «Поєдинок Пересвіта з Челубеєм на Куликовому полі» (1943, Державний Російський музей);
- «Чапаєв» (1948);
- «На Мамонтова» (1949, Третьяковська галерея);
- «Висадка десанту під Одесою» (1951, Центральний військово-морський музей імені імператора Петра Великого);
- «Розвідники в карельських лісах» (1951);
- «Допомога уральців Пугачову» (1952, спільно з Миколою Левушиним і Валентином Печатіним).

У творчому доробку є також анімалістичні, пейзажні, жанрові композиції («Міст», «Вершник», «Московська трійка», «Кінь, запряжений в санчата», «Пермська баба» та інші).
Виконав ілюстрації до вірша Миколи Некрасова «Аріна — мати солдатська» і серію лубків на тему «Життя Червоної армії». У 1934—1940 роках взяв участь у створенні панорами «Штурм Перекопу».
Його твори систематично друкувалися в журналах «Нива», «Солнце России», «Огонёк», «Творчество», «Искусство» та інших. У післявоєнні роки репродукції його робіт включались до шкільних підручників.
Автор статті «Как я работал над картиной «Поединок на Куликовом поле» («Изобразительное искусство Ленинграда». Альманах. Ленінград, 1948), а також низки статей з питань образотворчого мистецтва.
Персональні виставки його робіт відбулися в 1935 і 1940 роках у Ленінграді, у 1947 році в Москві.
Крім згаданих музеїв, роботи художника зберігаються у Державної музеї історії мистецтв імені Олександра Пушкіна, Пермській картинній галереї, Іркутському обласному художньому музеї, Дніпропетровському національному історичному музеї імені Дмитра Яворницького та громадських і приватних колекціях.

## Відзнаки
Нагороджений орденом Трудового Червоного Прапора (1941), медаллю «За доблесну працю у Великій Вітчизняній війні 1941—1945 рр.».
премії
- Перша премія Товариства заохочення мистецтв (1916; за картину «Опричники»)[5];
- Сталінська премія першого ступеня (1946; за картину «Поєдинок Пересвіта з Челубеєм на Куликовому полі»);

почесні звання
- Заслужений діяч мистецтв РРФСР з 1944 року[3];
- Народний художник РРФСР з 1953 року[3].

## Вшанування

Надгробний пам'ятник.

- У 1947 році портрет художника виконав Олександр Любімов[6];
- У 1955 році на могилі митця встановлений пам'ятник роботи скульптора Миколи Дидикіна: на прямокутному п'єдесталі із сірого полірованого граніту — бронзове погруддя художника з палітрою у лівій руці і пензликом у правій. На лицьовій (південно-західній) стороні викарбуваний напис російською мовою:

| Действительный член / Академии художеств СССР / Народный художник РСФСР / Михаил Иванович / Авилов / 1882—1954 |
| |

- У Кривому Розі на його честь названа вулиця[8].